# Delia augusta
Delia augusta este o specie de muște din genul Delia, familia Anthomyiidae. A fost descrisă pentru prima dată de Huckett în anul 1965. Conform Catalogue of Life specia Delia augusta nu are subspecii cunoscute.